# 海龙级驱逐舰
海龙级驱逐舰是清朝新式海军于19世纪末在德意志帝国的碩效船厂建造的鱼雷艇驱逐舰。部分资料也称其为海华级驱逐舰。本级共建造了四艘，分别是“海龙”号、“海华”号、“海青”号以及“海犀”号。四舰均于1897年开工，1898年下水，1899年驶回中国编入海军。在1900年义和团运动期间，本级四舰因西方列强介入而在天津被俘，分别被编入英国皇家海军、俄罗斯海军、法国海军和德意志帝国海军。为纪念四国海军在事件中占领大沽口，四舰分别被以各自国家语言中的“大沽”命名。20世纪初，这四艘驱逐舰先后沉没或者被报废处理。

## 设计

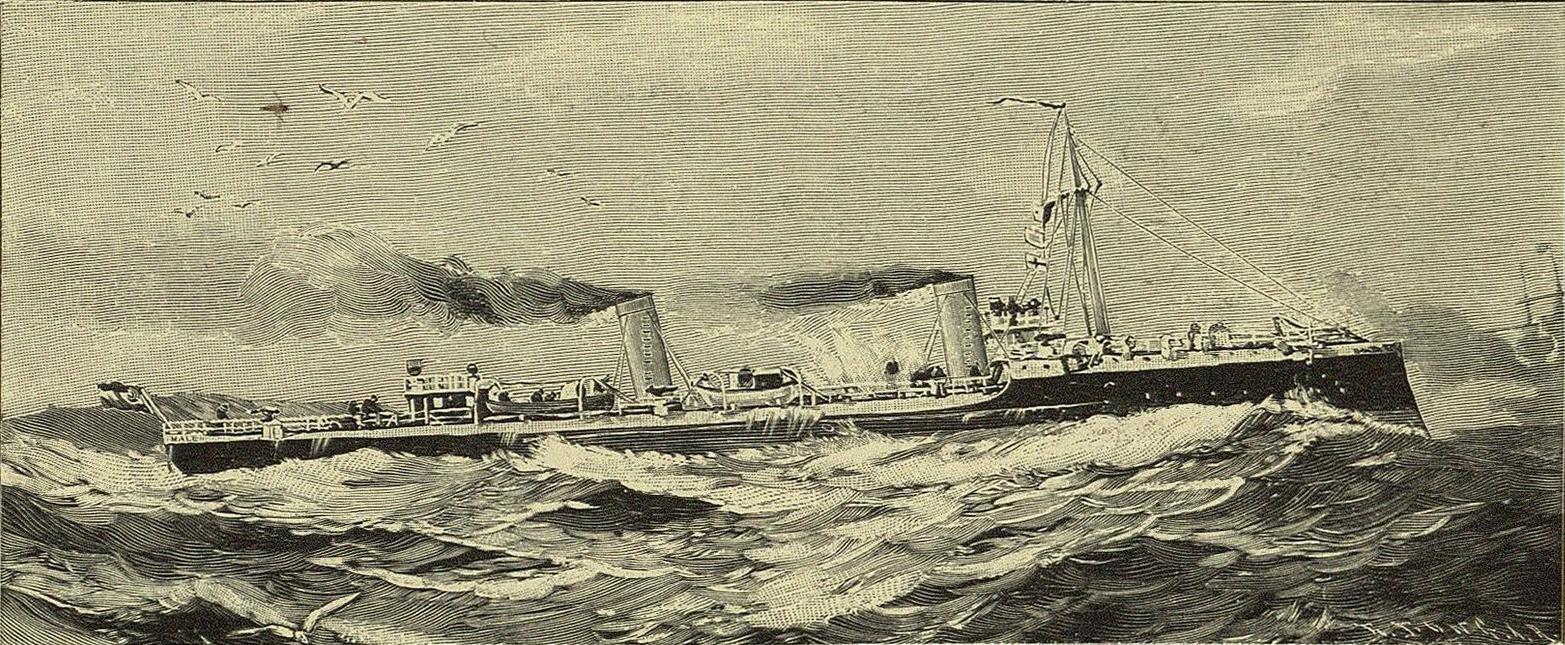
刊登在碩效船厂宣传资料中的本级舰图片。

海龙级四舰均是从德国的碩效船厂订购，取代在中日甲午战争中損失的艦艇。在此之前，清朝海军已经部署了“飞鹰”号等鱼雷炮艇或鱼雷艇，以鱼雷为主要武器。但本级舰只也有被称为中国国内第一批驱逐舰。本级四舰是建造方碩效船厂在德国第一艘国产鱼雷驱逐舰S90之前所建造的舰级。该级舰只也是德国首次自行建造的驱逐舰型。
本级的船形是对当时迅速普及的常规鱼雷艇进行放大设计而来。艦体由镀锌钢制铆接成型，艦艏采用龟背式，具有像龟壳一样的凸甲板以改进抗波性能。舰艏后面紧连接着采用穹顶的小型装甲指挥塔。舰体总长度为59.98（196英尺9英寸），舷宽6.1（20英尺0英寸），吃水深1.98（6英尺6英寸）。標準排水量为280公噸（276長噸），满载排水量为305公噸（300長噸）。四艘舰只的造价总计3,689,356马克。

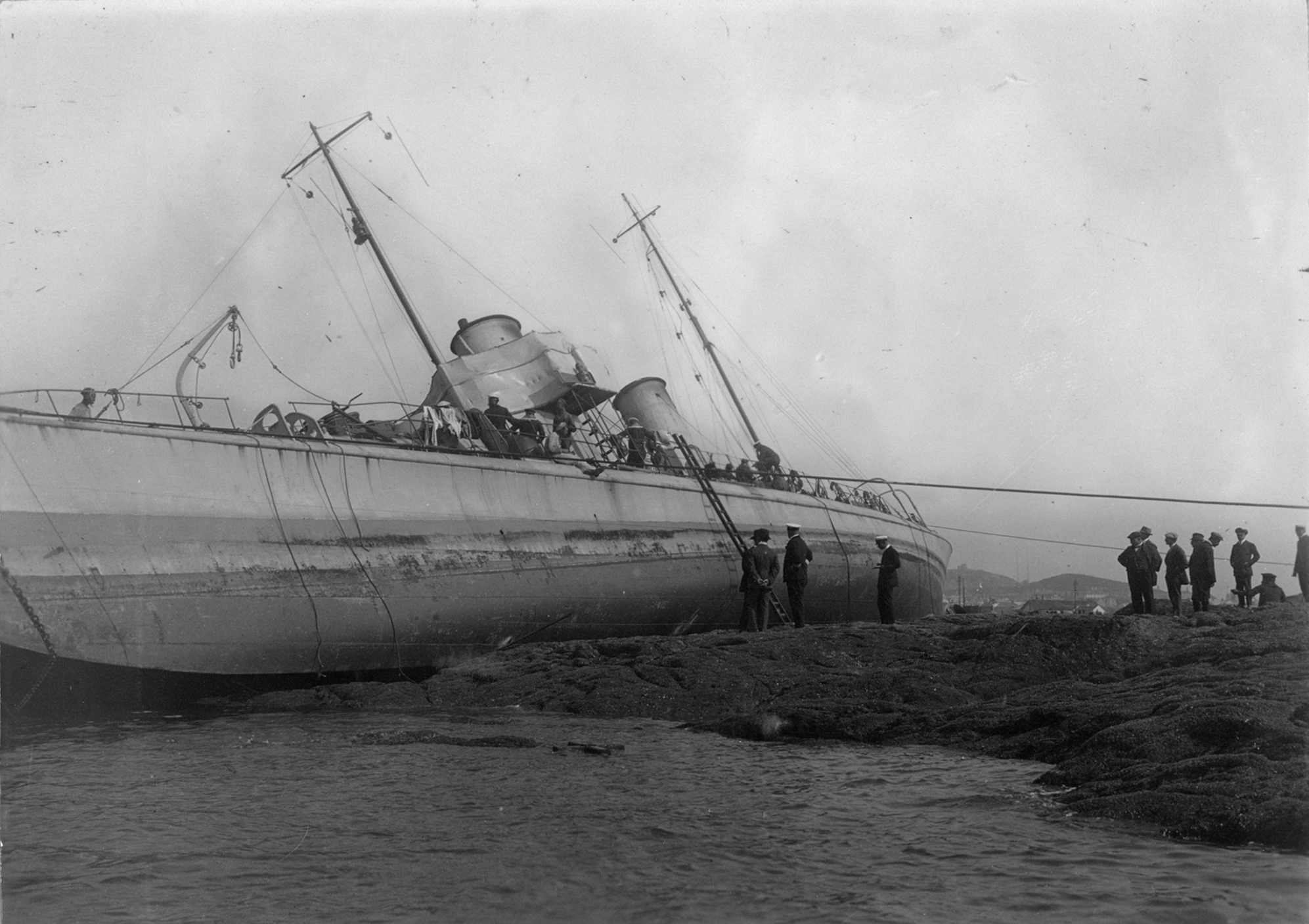
海青號被俘後

船舱内部分为九个水密隔间。舰载4座桑尼克罗夫特燃煤水管锅炉为2座立式三缸三胀复合蒸汽机提供蒸汽。蒸汽机的额定压力为12标准气压，最大压力可达16标准气压。这些动力驱动2具直径1.85米的青铜螺旋桨。舰体内的煤仓储量达67吨，通过舰体上部配备的两根微向后倾斜的烟囱排出废气。总计6,000匹指示馬力（4,500千瓦特）的动力输出使得本级舰只的航速高达32節（59每小時；37英里每小時）。为了打破当时由法国驱逐舰创下的31.03节航速记录，德国工程师在设计本级驱逐舰时增大了艦体的长宽比并将锅炉进行了集中布置。在下水后的测试中，所有四艘军舰均以超高的航速打破了之前的纪录。“海龙”号的航速達到35.2节。后来被编入俄国海军并更名为“博罗哥夫上尉”号的“海华”号的航速也達到33.6节。舰上的电力则由4kW的蒸汽驱动发电机提供。 
完成建造时，海龙级在甲板上配备了6门3磅单臂速射炮，其中4门分别配置在前桅杆和后烟囱的两侧，另外两门并列安装在舰艉。2具450毫米口径回转式鱼雷发射管中的一具安装在两根烟囱之间，另一具则安装在后部烟囱与后桅之间。

## 舰只
| 舰名 （英文名）        | 建造者       | 服役   | 服役   | 服役         | 服役                                     |
| 舰名 （英文名）        | 建造者       | 开工   | 下水   | 服役         | 结局                                     |
| ---------------------- | ------------ | ------ | ------ | ------------ | ---------------------------------------- |
| “海龙”号 （Hai Lung）  | 德国碩效船厂 | 1897年 | 1898年 | 1899年6月9日 | 1916年10月26日在香港报废出售             |
| “海青”号 （Hai Ching） | 德国碩效船厂 | 1897年 | 1898年 | 1899年6月9日 | 1914年6月13日除役，同年9月28日在青岛自沉 |
| “海华”号 （Hai Hua）   | 德国碩效船厂 | 1897年 | 1898年 | 1899年6月9日 | 1904年7月26日被击沉                      |
| “海犀”号 （Hai Hse）   | 德国碩效船厂 | 1897年 | 1898年 | 1899年6月9日 | 1911年9月30日报废解体                    |

## 舰历
1896年秋，清朝政府向德国碩效公司订购了四艘同级舰只，之后分别命名为“海龙”号、“海华”号、“海青”号和“海犀”号。这四艘军舰于1897年开始建造，其中“海华”号的建造编号为“611”。
海龙级四舰均在1898年下水，并于次年完工并自行驶回中国，列装清朝新式海军。在1900年6月17日义和团运动开始后，八国联军于6月17日以大沽口炮台可能被义和团占领为由，而进攻大沽口炮台。交战中，英国海军“声望”号与“牙鳕鱼”号沿着白河进入，在天津机器局附近发现了停泊中的本级四艘舰。此时的四舰被两两相对繫留在一起，没有防备。仅稍作抵抗后，四舰的乘员就退避到岸上，留部分底舱舰员被登舰的英军俘获。战斗中仅“海华”号管带饶鸣衢阵亡，随后该四舰悉数被俘。四舰被俘获后，作为战利品分发给了英、法、俄和德四国海军。为纪念占领大沽的功绩，所有四艘军舰都以各自语言中的大沽命名。之后，俄罗斯海军旗下的“大沽”号被改名为“博罗哥夫上尉”号。
“海华”号：编入俄罗斯海军并更名为“博罗哥夫上尉”号。本舰也是当时俄国海军中最快的军舰。1904年日俄战争期间，本舰於7月24日在旅顺港遭“三笠”号和“富士”号上的鱼雷艇攻击而受損擱灘，7月26日斷成兩截沉没。
“海龙”号：编入皇家海军中国舰队并改名为“大沽”号（HMS Taku）。1916年10月26日在香港报废出售。
“海犀”号：编入法国海军，改名为“Takou”。1911年2月22日在崑山島触礁沉没，4月27日撈起，1911年9月30日判定不值得修復，在西貢报废出售。
“海青”号：编入德意志帝国海军并更名为“SMS Taku”。因鍋爐問題於1914年6月13日除役。在第一次世界大战的青岛战役中因日軍進攻，於9月28日在膠洲灣自沉。

## 脚注

### 引文
1. ↑  萨苏 2018，第264頁
2. ↑  陈悦 2015，第209-210頁
3. 1 2 3 4 5 6 7 8  Gardiner 1979，第400頁
4. ↑  陈悦 2012，第307頁
5. ↑  萨苏 2018，第265頁
6. 1 2 3 4 5 6 7 8 9 10 11 12 13  Афонин, Балакин 2000，第32頁.
7. 1 2 3 4 5 6 7  刘杨 2014，第73頁.
8. 1 2 3 4 5  陈悦 2012，第74頁
9. ↑  陈悦 2009，第60頁
10. 1 2  桑希臣 2016，第217頁
11. ↑  Leyland 1900，第58頁.
12. 1 2 3 4  Gardiner 1979，第207頁
13. ↑  陈悦 2012，第495頁
14. ↑  陈悦 2015，第209頁
15. ↑  陈悦 2012，第76頁
16. 1 2 3 4 5  陈悦 2012，第78頁
17. 1 2 3  陈悦 2012，第81頁
18. ↑  桑希臣 2016，第218頁
19. 1 2 3  陈悦 2015，第210頁
20. ↑  中国航海博物馆 2017，第30頁
21. ↑  刘杨 2014，第70頁.
22. ↑  刘杨 2014，第63頁.
23. 1 2  陈悦 2012，第77頁
24. 1 2 3  Warship International 1973，第113頁.
25. ↑  Gardiner 1979，第99頁
26. ↑  Gardiner 1979，第330頁
27. ↑  馬幼垣 1999，第511頁.
28. ↑  Gardiner 1979，第265頁

### 期刊来源
- 馬幼垣, , 《嶺南學報》, 1999, (新第一期)  [2025-03-29], （原始内容存档于2024-12-06）
- . WARSHIP INFORMATION SERVICE. Warship International. 1973, 10 (1). JSTOR 44888685.
- Афонин Н. Н., Балакин С. А. . Морская Коллекция (приложение к журналу) (М.: Моделист-Конструктор). 2000, 5 （俄语）.